# Locarno Film Festival/Leopard – Beste schauspielerische Leistung
Der Leopard für die beste schauspielerische Leistung (italienisch Pardo per la migliore interpretazione) wird seit 2023 auf den Locarno Film Festival genderneutral vergeben. Es werden jeweils zwei Preise (italienisch Pardi) im Internationalen Wettbewerb (italienisch Concorso internazionale) und zwei weitere in der Sektion Concorso Cineasti del presente verliehen. Die Gewinner werden von den Jurys der jeweiligen Sektion bestimmt. Bis ins Jahr 2022 waren Schauspieler in nicht genderneutralen Kategorien geehrt worden, so im Internationalen Wettbewerb als Beste Darstellerin und Bester Darsteller. Die Reglementsanpassung seitens des Festivals soll es möglich machen, dass alle Darstellenden am Wettbewerb teilnehmen können, unabhängig von deren Geschlechtsidentität.

## Preisträger

### Concorso internazionale

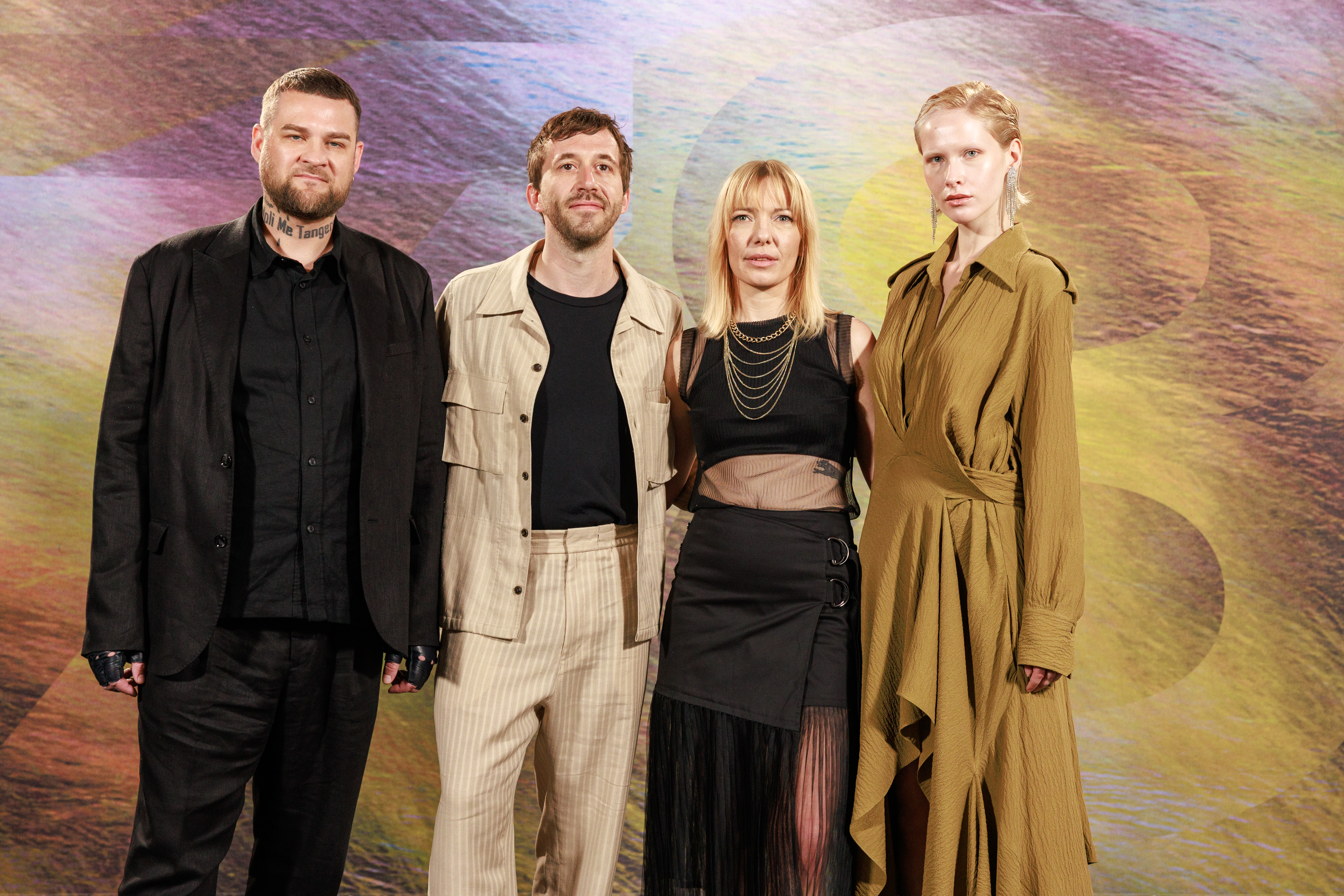
Mikhail Senkov, Levin Peter, Elsa Kremser und Marya Imbro (White Snail) am Locarno Film Festival 2025

| Jahr | Preisträger                                                           | Originaltitel (Alternativtitel) | Deutscher Titel   |
| ---- | --------------------------------------------------------------------- | ------------------------------- | ----------------- |
| 2023 | Renée Soutendijk                                                      | Sweet Dreams                    | Sweet Dreams      |
| 2023 | Dimitra Vlagopoulou                                                   | Animal                          | Animal            |
| 2024 | Gelminė Glemžaitė, Agnė Kaktaitė, Giedrius Kiela, Paulius Markevičius | Seses (Drowning Dry)            | Seses             |
| 2024 | Kim Min-hee                                                           | 수유천 Suyucheon / Suyoocheon   | By the Stream     |
| 2025 | Manuela Martelli und Ana Marija Veselčić                              | Bog neće pomoći                 | God Will Not Help |
| 2025 | Marya Imbro und Mikhail Senkov                                        | White Snail                     | White Snail       |

### Concorso Cineasti del presente
| Jahr | Preisträger                            | Originaltitel (Alternativtitel) | Deutscher Titel |
| ---- | -------------------------------------- | ------------------------------- | --------------- |
| 2023 | Isold Halldórudóttir, Stavros Zafeiris | Touched                         | Touched         |
| 2023 | Clara Schwinning                       | Ein schöner Ort                 | Ein schöner Ort |
| 2024 | Callie Hernandez                       | Invention                       | k. A.           |
| 2024 | Anna Mészöly                           | Fekete pont (Lesson Learned)    | k. A.           |
| 2025 | Aurora Quattrocchi                     | Sweetheart                      |                 |
| 2025 | Levan Gelbakhiani                      | Don't Let The Sun               |                 |